# 椒草
椒草（学名：Peperomia japonica）为胡椒科椒草屬下的一个种。

## 扩展阅读
- 維基物種上的相關：椒草